# Świątniki (powiat poznański)
Świątniki – wieś w Polsce położona w województwie wielkopolskim, w powiecie poznańskim, w gminie Mosina.

## Historia
Wieś istniała już przed 1256 rokiem. Była osadą służebną, należała do kapituły katedralnej w Poznaniu. W niektórych źródłach występowała pod nazwą Poświętne. Jako wieś szlachecka w 1580 roku położona była w powiecie poznańskim województwa poznańskiego. Po potopie szwedzkim opustoszała. W XVIII wieku była częścią klucza dóbr rogalińskich. 
W latach 1975–1998 miejscowość należała administracyjnie do województwa poznańskiego.

## Urodzeni w Świątnikach
- Sylwester Karalus (1908-1975) – polski prawnik, polityk, publicysta polityczny i historyczny, dwukrotny minister Rządu RP na uchodźstwie[6]
- Michał Karalus (ur. 1952) – polski polityk i kulturoznawca, starosta pleszewski (2002-2014)[7]